# August Johann Georg Karl Batsch
August Johann Georg Karl Batsch (ur. 28 października 1761 w Jenie, zm. 29 września 1802 tamże) – niemiecki przyrodnik. Był uznanym autorytetem w dziedzinie grzybów, a także opisywał nowe gatunki paproci, mszaków i roślin nasiennych.

## Życiorys
Batsch urodził się w Jenie. Studiował w Jena City School, a następnie w prywatnej szkole. Wykazał się w niej zdolnościami w dziedzinie nauk przyrodniczych i rysunku. Po jej ukończeniu studiował medycynę i filozofię na Uniwersytet Friedricha Schillera w Jenie (obecnie jest to Uniwersytet w Jenie). W 1781 uzyskał doktorat z filozofii, a w 1786 r. z medycyny. W tym też roku zaczął uczyć historii naturalnej na uniwersytecie w Jenie. W 1787 r. został mianowany profesorem nadzwyczajnym medycyny i botaniki, a w 1792 roku profesorem filozofii. Jego przełożonym był Justus Christian Loder. W 1787 Batsch ożenił się z Amalie Pfaundel. Znał ją od dzieciństwa, była bowiem adoptowanym dzieckiem jego ojca, dorastali więc jak rodzeństwo. Mieli troje dzieci. Borykali się z problemami finansowymi, Batsch zarabiał bowiem bardzo mało. Zmarł w 1802 w Jenie po krótkiej chorobie.

## Praca naukowa
Dzięki swoim wykładom i publikacjom zyskał ogólnoeuropejską reputację w swojej dziedzinie nauki. W 1790 r. założył Ogród Botaniczny w Jenie i był później jego dyrektorem. Założył także towarzystwo nauk przyrodniczych w Jenie.
Batsch odkrył prawie 200 nowych gatunków grzybów, m.in. lejkówkę szarawą (Clitocybe nebularis), pięknoroga szydłowatego (Calocera cornea) i ponurnika aksamitnego (Tapinella atrotomentosa). Napisał dwie książki o grzybach. Opisywał też choroby roślin (np. holenderską chorobę wiązów), ale nie zdawał sobie sprawy z ich pochodzenia. Odrzucił system Linneusza i w swojej trzytomowej pracy „Elenchus Fungorum” (1783–1789) bardzo dokładnie i szczegółowo opisał liczne rodzaje grzybów i ich położenie w okolicy Jeny, klasyfikując grzyby według opracowanego przez siebie wzoru. Słabość tego opracowania polegała na jego mniejszej znajomości grzybów z reszty świata.
Batsch napisał w języku angielskim skrypt dla studentów do nauki zoologii i mineralogii. Zajmował się również badaniem żółwi.
Przy naukowych nazwach utworzonych przez Batscha taksonów dodaje się jego nazwisko Batsch. Królewska Szwedzka Akademia Nauk w Uppsali uhonorowała jego nazwiskiem roślinę Batschia.

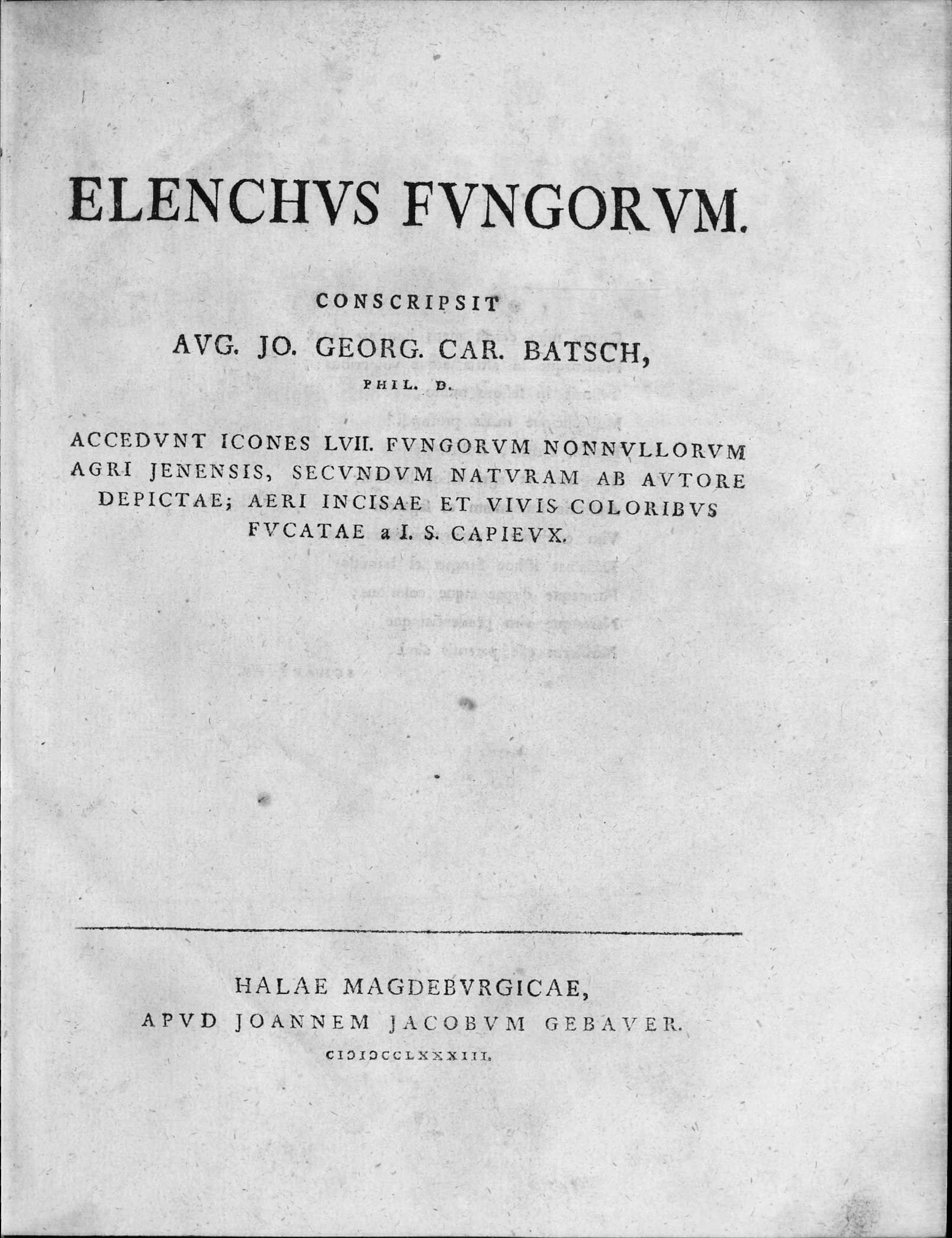
Elenchus fungorum, 1783